# Walter Lange (Jurist)

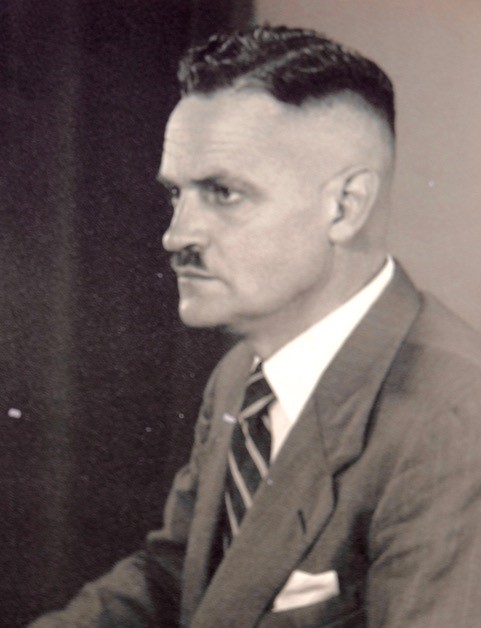
Walter Lange (1950)

Walter Lange (* 26. Dezember 1904 in Riga; † 24. Mai 1980 in Bomlitz) war ein deutsch-baltischer Richter. Bekannt wurde er als Jäger und Studentenhistoriker.

## Leben
Als Deutsch-Balte besuchte Lange in Riga das Tideböhlsche Privatgymnasium und das Städtische Deutsche Gymnasium (Neuhumanistische Abteilung). Nachdem er 1924 das Abitur bestanden hatte, immatrikulierte er sich an der Universität Lettlands für Rechtswissenschaft. Seit dem Herbst Fechtbodist der Fraternitas Baltica wurde er bereits am 14. Februar 1925 in das Corps aufgenommen. 1926 wechselte er an die Universität Leipzig, an der er in den Vorstand des Allgemeinen Studentenausschusses gewählt wurde. In Leipzig war er 1. Vorsitzender des Verbandes studierender Balten und Vorstandsmitglied des Zentralverbandes Auslandsdeutscher Studenten in Deutschland. 1928 wurde er in Leipzig zum Dr. iur. promoviert.

### Riga
Von Mai 1928 bis Januar 1929 war er jüngerer Gerichtsamtskandidat (Referendar) in Riga. Von Februar bis Mai 1929 genügte er der Wehrpflicht in den Lettischen Streitkräften. Anschließend war er bis Mai 1930 beim Rigaer Oberkriegsgericht tätig. Von Juni 1930 bis März 1931 war er Gehilfe des Justitiars der Rigaer Kaufmannskammer. Im April 1931 graduierte er in Riga zum Magister iuris. Im selben Monat ging er als Gehilfe zu Edwin Magnus. In Messezeiten war er Dolmetscher. Als Gehilfe des vereidigten Rechtsanwalts V. von Brzeziński wurde er im September 1932 in die Rechtsanwaltskammer Lettlands aufgenommen. Vom selben Monat an nahm ihn die Deutsche Gesandtschaft Riga als Rechtsreferenten in Beschlag. Als Mitglied des Deutschen Jägerbundes in Lettland war er von 1933 bis 1939 Vorsitzender der Jagdsektion und des Ehrenrates. Die Deutsche Jägerschaft wählte ihn 1937 zum Ehrenmitglied. Als vereidigter Rechtsanwalt betrieb er ab Januar 1938 eine Kanzlei in Riga.

### Umsiedlung

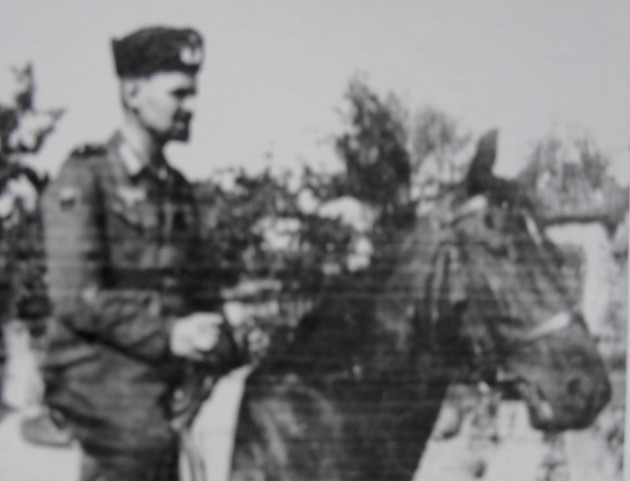
Walter Lange bei den Kuban-Kosaken, Jugoslawien, 1943.

Durch die Umsiedlung der Baltendeutschen kam er im Dezember 1939 ins Deutsche Reich. Im Januar 1940 trat er in den Justizdienst, zunächst beim Amtsgericht Pasewalk, dann ab April 1940 als Hilfsrichter beim Amtsgericht in Hohensalza. Ab Dezember 1940 war er kurzzeitig bei der Luftwaffe (Wehrmacht) und beim Reichskommissariat Ostland. Anschließend kam er im Heer (Wehrmacht) zur 9. Schwadron des Kuban-Kosaken-Regiments 4. Zuletzt war er Fahnenjunker-Unteroffizier. Im April 1941 wurde er planmäßiger Landgerichtsrat am Landgericht Hohensalza. Im Februar 1945 geriet er während der Schlacht um Posen verwundet in sowjetische Kriegsgefangenschaft. 
Er kam in mehrere Gulags Nordrusslands, ins Gefängnis von Archangelsk (ein Jahr), auf die Solowezki-Inseln und in Gruben des Donezbeckens (Winter 1948). In der Gefangenschaft wurde er 1949 aufgrund eines Kollektivschuld-Erlasses von Josef Stalin zu 25 Jahren Zwangsarbeit verurteilt, weil er in der 1. Kosaken-Division gedient hatte. Dass er bereits im April 1950 nach Hause kam, lag nach seinem ausführlichen Gefangenschaftsbericht daran, dass er sich als des Russischen kundiger Schreiber selbst in die Entlassungsliste eingetragen hatte – und aus dem Massentransport nicht mehr herausgeholt werden konnte. In Göttingen und Wuppertal verbrachte er ein halbes Jahr in Heimkehrerlazaretten. 
Von November 1950 bis Juli 1955 war er beim Amtsgericht Mülheim an der Ruhr Landgerichtsrat z. Wv. und beim Landgericht Duisburg Richter in verschiedenen Zivilkammern. Ab August 1955 war er planmäßiger Amtsgerichtsrat am Amtsgericht Oberhausen.

### Ruhestand
Kurz nach seiner Pensionierung am 1. Juni 1964 erwarb er ein Grundstück in Benefeld, Landkreis Fallingbostel. Mit seiner Frau schuf er dort „ein Paradies für Mensch und Tier“. Zu den Hausfesten kamen alte und junge Deutsch-Balten; die jungen brachten Lange 1960 als Traditionsphilister zur Curonia Goettingensis. Sein alter Ornithologenfreund Nikolaus Heinrich von Transehe wohnte ganz in der Nähe in Honerdingen.

### Familie
Lange heiratete am 21. Juni 1931 Helene Baronesse von der Osten-Sacken (* 1904), Tochter des Mitauer Landgerichtspräsidenten Otto Baron von der Osten-Sacken († 1929) und seiner Frau Nina geb. Fedorow († 1937). Aus der Ehe ging 1932 der Sohn Dr. phil. Peer Lange hervor. Die Ehe wurde 1950 geschieden. Die zweite Ehe ging Lange am 23. Dezember 1954 mit Rosmarie Schmidt (* 11. März 1926) ein. Ihre Eltern sind der Rechtsanwalt und Notar Dr. iur. Georg Schmidt und seine Frau Margaret geb. Edle von Metnitz († 1946).

## Werke
Lange schrieb Publikationen zu erbrechtlichen und zivilprozesslichen Fragen in lettischer Sprache (Riga 1937). Er war Mitarbeiter am Sammelwerk Deutsche Rechtsprechung. In Westdeutschland veröffentlichte er zahlreiche Artikel in deutschen und ausländischen Jagdzeitschriften. Er schrieb mehrere Bücher über Jagden in europäischen Ländern. Im Verein für corpsstudentische Geschichtsforschung erwarb er sich hohes Ansehen.

### Einst und Jetzt
- Der studentische Zweikampf bei den deutschen Studenten in Dorpat und Riga. Bd. 2 (1957), S. 91–100.
- Zum Untergang des rigischen Burschenstaates. Bd. 12 (1967), S. 117–123.
- Über die Fraternitas Marcomannia zu Riga aus den Semestern 1902/1 bis 1918/II und aus dem Hochschulleben Rigas. Bd. 22 (1977), S. 129–150.
- Ein Studentenbrief aus dem Jahre 1866 aus Riga. Bd. 22 (1977), S. 151–155.
- Über das Burschengericht. Bd. 23 (1978), S. 207–214.
- Die Corpsliste der Fraternitas Marcomannia zu Riga (1902–1918) und ihre Mitglieder des allgemeinen Verbandes (Fechtbodisten). Bd. 23 (1978), S. 215–230.
- Die Pistolenduellfrage in Dorpat und Riga. Bd. 25 (1980), S. 149–167.
- Die Beziehungen der Nevania St. Petersburg zur Fraternita Baltica zu Riga. Bd. 26 (1981), S. 173–184.

### Baltische Hefte
- Auswärtige Beziehungen der deutschen Studenten Rigas in den Jahren 1863–1878. Bd. 11 (1965)
- Die Wechselbeziehungen der Hochschule Rigas zum Staat in der Zeit von 1862–1887. Bd. 13 (1967)
- Hechtstechen – verbunden mit Auerhahnbalz. Bd. 14 (1968)
- Das Nothilfezeichen. Bd. 15 (1969)
- Über die Jagdmusik und jagdlichen Schmuck in den baltischen Landen. Bd. 18 (1972)
- Rigische Studentenbriefe aus dem letzten Jahrzehnt des vorigen Jahrhunderts. Bd. 21 (1975–1977)

### Göttinger Baltische Corps-Blätter
- Göttingen und die sogenannte baltische Fechtweise. 1. Jg., Heft 4, Oktober 1960
- Studentenkorporationen in Finnland. 2. Jg., Heft 2/3, August 1961.
- Das beginnende technische Zeitalter, die Gründung des Baltischen Polytechnikums und der Fraternitas Baltica zu Riga. 5. Jg., Heft 2, Oktober 1964.
- Über das Hochschulleben Rigas um die Jahrhundertwende und die Gründung der Fraternitas Marcomannia im Jahre 1902. Nr. 32, November 1976.
- Briefe aus der Studentenzeit der Jahre 1869 und 1870 aus Riga.
  - I – Nr. 32, November 1976.
  - II – Nr. 33, Juni 1977
- Prominente auf Mensur:
  - I – Nr. 34, November 1977
  - II – Nr. 35, Juni 1978
  - III – Nr. 36, Dezember 1978
- Der Fürstengruftskandal. Nr. 37, Juni 1979

### Sonstige
- Das Pistolenduell im Zeitgeschehen der Fraternitas Baltica zu Riga (1865–1938). Mülheim an der Ruhr 1956.
- Wild und Jagd in Lettland. Verlag Harro von Hirschheydt 1970.
- Dr. Nikolaus v. Transehe. Zeitschrift für Jagdwissenschaft 16 (1970)
- Chronik der Zweikämpfe zwischen Angehörigen der Fraternitas Baltica und der Rubonia zu Riga von 1877 bis 1938 und Persönliches. Rubonia Rundschreiben Nr. 88 (1978)
- Die Auswirkungen der geistigen Kämpfe des Farbstudententums an den deutschen Hochschulen auf das Corpsstudententum und die deutsche Studentenschaft im Baltikum. Vortrag vor Kösener Corpsstudenten in Mülheim/Ruhr (um 1957)
- Ereignisse aus den Jahren 1926–1938. Festschrift der Fraternitas Baltica
- Über den Chargierten-Convent (C.C.) zu Riga seit Beginn der Aufnahme von nichtdeutschen Corps und den Beziehungen zur Fraternitas Baltica, den Rundschreiben der Fraternitas Baltica beigefügt:

1. Allgemeines und Quellenangaben.
2. Das russische oder internationale Corps Borysthenia zu Riga von 1876–1880.
3. Das polnische Corps Arconia zu Riga von 1879–1915.
4. Das lettische landsmannschaftliche Corps Talavija von 1900–1939.

- Die Beziehungen der Nevania St. Petersburg zur Fraternitas Baltica zu Riga, dem Rundschreiben 2/1978 der Fraternitas Baltica beigefügt.
- Alte Burschenherrlichkeit in Finnland, abgedruckt im Rundschreiben 1/1960 der Frat. Baltica und in den Göttinger Baltischen Corps-Blättern, 2. Jg., Heft 2/3, August 1961.

### Unbekannte Publikationsdaten
- Über das Brauchtum der Corpsstudenten in Riga.
- Das Eindringen nationalsozialistischen Gedankengutes in die Deutsche Studentenschaft in Riga und die Stellung der Fraternitas Baltica hierzu.
- Das Pauk- und Mensurwesen.